# Aurora Melbourne Central
 L’Aurora Melbourne Central è un grattacielo residenziale in costruzione a Melbourne, in Australia.

## Caratteristiche
L'edificio, anche se non ancora del tutto completato, è già il secondo edificio più alto di Melbourne dopo la Torre Eureka e il terzo edificio più alto in Australia.
Sviluppato dall'UEM Sunrise malese e progettato da Elenberg Fraser, il progetto è stato proposto per la prima volta nel 2014 e ha ricevuto l'approvazione dell'allora ministro della Pianificazione Matthew Guy nell'ottobre 2014. Precedentemente denominata 224-252 La Trobe Street, il progetto è stato successivamente ribattezzato Aurora Aurora Central.
Una volta completato, l'edificio sarà alto 270,5 metri e sarà composto da 84 piani. Aurora comprenderà 959 appartamenti residenziali e sarà anche uno dei più grandi edifici residenziali in Australia.
La costruzione del progetto da 730 milioni di dollari è iniziata nell'ottobre 2015 da ProBuild, e il grattacielo è stato strutturalmente completato alla fine del 2018. Il completamento è previsto per il 2020.